# Olivia Mitchell
Olivia Mitchell (née le 31 juillet 1947) est une femme politique irlandaise du Fine Gael qui est Teachta Dála (TD) pour la circonscription de Dublin Sud de 1997 à 2016.

## Biographie
Mitchell est née à Birr, dans le comté d'Offaly. Elle fait ses études au Dominican College sur Eccles Street et au Trinity College de Dublin, où elle obtient un baccalauréat ès arts en économie et en politique. Elle est professeure d’économie avant de se lancer en politique. Elle occupe son premier poste politique en 1985, lorsqu'elle est élue au conseil du comté de Dún Laoghaire–Rathdown. Elle est Cathaoirleach (présidente) du conseil de 1995 à 1996. Elle siège au conseil jusqu’en 2003. Elle est candidate malheureuse pour Dublin Sud aux élections générales de 1989 et 1992.
Mitchell est élue pour la première fois au Dáil Éireann en tant que député du Fine Gael pour la circonscription de Dublin Sud lors des élections générales de 1997, et est réélue aux élections générales de 2002 avec 5 568 premières préférences. Elle augmente ce vote lors des élections générales de 2007, recueillant 9 037 premières préférences.
En 2001, elle obtient son premier poste de porte-parole pour le logement et le gouvernement local. Elle est également porte-parole de l’opposition pour la santé et l’enfance (2002-2004). Lors du remaniement ministériel de 2004, sous la direction d'Enda Kenny, elle prend en charge le portefeuille des Transports. De 2007 à 2010, elle est porte-parole des Arts, du Sport et du Tourisme.
En juin 2010, elle soutient la candidature de Richard Bruton à la direction contre Enda Kenny. À la suite de la victoire de Kenny lors d'une motion de confiance, Mitchell n'est pas reconduite au premier rang. D'octobre 2010 à mars 2011, elle est porte-parole adjointe du parti pour les communications, l'énergie et les ressources naturelles, chargée notamment de la concurrence et de la protection des consommateurs.
Dans son rapport final, l'enquête du Tribunal Mahon sur la corruption en matière d'urbanisme dans la région de Dublin révèle que Mitchell a reçu un paiement inapproprié de 500 £ de Frank Dunlop au moment des élections générales de 1992. Le rapport Mahon révèle que Mitchell a tenu des réunions avec Dunlop et Owen O'Callaghan en relation avec le projet Quarryvale et qu'il est un partisan du projet. « Bien que les preuves suggèrent que la conseillère Mitchell n'a pas sollicité la contribution, elle l'a néanmoins acceptée en sachant que M. Dunlop était étroitement associé au projet », a conclu le rapport.
Elle ne se présente pas aux élections générales de 2016.